# The Broadsword and the Beast
The Broadsword and the Beast es el decimocuarto álbum de la banda de rock Jethro Tull, que fue lanzado en 1982. Fue reeditado en el año 2005, con 8 bonus tracks, grabaciones que quedaron fuera de la edición del vinilo por falta de espacio.
Con este álbum se rompe la periodicidad anual en la publicación de álbumes de los Jethro Tull, pues cuando se editó este LP ya habían pasado dos años desde su anterior disco, A.
El tour de The Broadsword sería el último teatralizado con profusión. Todo el escenario, en algunos países, pretendía simular un barco pirata, en el cual, Anderson, como diría más tarde, se sentía algo ridículo.
La portada del disco, insparada por la saga de El Señor de los Anillos, es obra del conocido artista Iain McCaig. Los adornos de alrededor en la portada son runas del tipo cirth en las que están escritos los versos iniciales de The Broadsword:

I see a dark sail, / on the horizon, / set under a black cloud, / that hides the sun. / Bring me my broadsword / and clear understanding. / Bring me my cross of gold / as a talisman.

"Veo una vela oscura / en el horizonte, / bajo una nube negra / que esconde el sol./ Traedme mi espada / y entendimiento claro. / Traedme mi cruz de oro / como talismán."

"Cheerio" es el tema final de la grabación original y, hoy en día, es tocado como despedida en sus actuaciones en directo.

## Puesto en las listas de éxitos
- Puesto en las listas de EE. UU.: 19.
- Puesto en las listas de UK: 27

## Lista de temas
| #   | Título                     | Autor          | Tiempo |
| --- | -------------------------- | -------------- | ------ |
| 1.  | "Beastie"                  | (Ian Anderson) | 3:58   |
| 2.  | "Clasp"                    | (Ian Anderson) | 4:18   |
| 3.  | "Fallen on Hard Times"     | (Ian Anderson) | 3:13   |
| 4.  | "Flying Colours"           | (Ian Anderson) | 4:39   |
| 5.  | "Slow Marching Band"       | (Ian Anderson) | 3:40   |
| 6.  | "Broadsword"               | (Ian Anderson) | 5:03   |
| 7.  | "Pussy Willow"             | (Ian Anderson) | 3:55   |
| 8.  | "Watching Me Watching You" | (Ian Anderson) | 3:41   |
| 9.  | "Seal Driver"              | (Ian Anderson) | 5:10   |
| 10. | "Cheerio"                  | (Ian Anderson) | 1:09   |

### Pistas adicionales
| #  | Título                           | Autor          | Tiempo |
| -- | -------------------------------- | -------------- | ------ |
| 1. | "Jack Frost and the Hooded Crow" | (Ian Anderson) | 3:22   |
| 2. | "Jack-A-Lynn"                    | (Ian Anderson) | 4:40   |
| 3. | "Mayhem Maybe"                   | (Ian Anderson) | 3:06   |
| 4. | "Too Many Too"                   | (Ian Anderson) | 3:28   |
| 5. | "Overhang"                       | (Ian Anderson) | 4:29   |
| 6. | "Rhythm in Gold"                 | (Ian Anderson) | 3:08   |
| 7. | "I Am your Gun"                  | (Ian Anderson) | 3:19   |
| 8. | "Down at the End of your Road"   | (Ian Anderson) | 3:31   |

## Intérpretes

### Jethro Tull
- Ian Anderson: guitarra acústica, flauta y voz.
- Martin Barre: guitarras.
- Gerry Conway: batería y percusión.
- Dave Pegg: bajo, mandolina y voz.
- Peter-John Vettese: sintetizador, piano y voz.

### Otros créditos
- Paul Samwell-Smith: productor.
- Robin Black: ingeniero.
- Leigh Mantle: ingeniero asistente.
- Jim Gibson: arte.
- Iain McCaig: arte e ilustraciones.